# ويليام هنري هيرد
ويليام هنري هيرد (بالإنجليزية: William H. Heard)‏ هو دبلوماسي وسياسي أمريكي، ولد في 1850، وتوفي في 1937. انتخب عضو مجلس ولاية كارولاينا الجنوبية.